# Rewind, Replay, Rebound: Live in Deutschland
Rewind, Replay, Rebound: Live in Deutschland ist das dritte Livealbum der dänischen Metal-Band Volbeat. Es erschien am 27. November 2020 über Republic Records.

## Inhalt
Im November 2019 tourten Volbeat durch Deutschland und zeichneten dabei verschiedene Konzerte auf. Laut Schlagzeuger Jon Larsen nimmt die Band seit Jahren alle Konzerte auf, damit sich die Crew der Band beim Aufbauen der Bühne an der Show des Vortages orientieren kann. Dabei fiel den Musikern auf, dass insbesondere die Mitschnitte der Konzerte in Köln, Hamburg und Stuttgart einen guten Klang hätten. Laut Sänger Michael Poulsen hat Deutschland einen wichtigen Platz in der Bandgeschichte inne:

“The German audience has always had a special place in our hearts, since the very beginning. They have always supported us and still do. It's amazing to see the impact the fans have had on VOLBEAT. We've become fans of theirs, too.”

„Das deutsche Publikum hatte schon immer einen speziellen Platz in unseren Herzen, seit den frühesten Anfängen. Sie haben uns immer unterstützt und tun dies noch immer. Es ist großartig zu sehen, welchen Einfluss die Fans auf Volbeat hatten. Wir wurden selber Fans von ihnen.“

Schlagzeuger Jon Larsen zog hinsichtlich des Titels Vergleich zu Deep Purples Livealbum Made in Japan. Für das Livealbum wurden insgesamt 27 Titel verwendet, wobei The Everlasting in Prag und Parasite in Dänemark aufgezeichnet wurden. Von den 27 Titeln stammen elf vom aktuellen Studioalbum Rewind, Replay, Rebound. Dass es nur sehr wenige Titel von den ersten Studioalben gibt, lag laut Jon Larsen daran, dass viele Fans der ersten Alben kaum noch zu Volbeat-Konzerten kommen und das heutige Publikum die ersten Alben kaum kennen würde.

„Wir haben über die Jahre hin regelmäßig versucht, Lieder der ersten beiden Alben einzubauen, aber anscheinend kennen 99,9 Prozent des Publikums diese Nummern nicht. Man merkt das sofort: bei unseren bekannten Liedern kommt Bewegung auf, doch wenn wir eine obskure Nummer bieten, geht die Stimmung flöten.“

Die Aufnahmen wurden von Jacob Hansen gemischt und wurde als Download bzw. Stream veröffentlicht.  Im Rahmen der Veröffentlichung streamte die Band drei volle Konzerte der Tournee auf ihrem YouTube-Kanal. Zeitgleich veröffentlichte die Band die Raritäten-Kompilation Hokus Bonus.

## Titelliste
1. Intro / Lola Montez – 6:38
2. Pelvis on Fire – 2:49
3. Doc Holliday −5:34
4. Sorry Sack of Bones – 4:27
5. The Garden’s Tale – 6:54
6. Ring of Fire – 1:27
7. Sad Man’s Tongue – 4:29
8. When We Were Kids – 5:01
9. Slaytan – 2:36
10. Dead But Rising – 3:06
11. Fallen – 5:58
12. Die to Live – 3:46
13. Seal the Deal – 4:23
14. For evigt – 6:25
15. 7:24 – 4:37
16. Cheapside Sloggers – 4:42
17. Lonesome Rider – 4:24
18. Parasite – 1:05
19. The Everlasting – 5:54
20. Cloud 9 – 4:58
21. Last Day Under the Sun – 5:41
22. The Devil’s Bleeding Crown – 5:48
23. Leviathan – 4:54
24. Let It Burn – 4:21
25. Pool of Booze, Booze, Booza – 4:10
26. Boa [JDM] – 1:46
27. Still Counting – 8:55

## Rezeption
Ronny Bittner vom deutschen Magazin Rock Hard schrieb, das der Fokus „leider auf den letzten zwei, drei kommerzielleren Werken liegt“, wobei die Songs live „nicht ganz so hüftsteif und kitschig rüberkommen“. Im Vergleich zu den bisherigen Livealben finden sich „deutlich mehr Skip-Kandidaten“. In den harten Momenten würden Volbeat „eine starke Liveband bleiben, die ihre Trümpfe aber schon mal überzeugender ausgespielt hätte“. Sebastian Kessler vom deutschen Magazin Metal Hammer schrieb, dass das Album „das starke Band zwischen den Dänen und ihren deutschen Fans zementieren würde“. Die aktuelleren Nummern würden live mehr rocken als in der Studiovariante, wofür Kessler fünf von sieben Punkten vergab. Laut Emma Painter vom Onlinemagazin Rock ’n’ Load wäre es „offensichtlich, dass Volbeat schieres Entertainment“ sind, wenn sie auf der Bühne stehen und das „ihr Enthusiasmus durch das ganze Album scheint“. Das dänische Quartett hätte ein weiteres vielseitiges Werk zu ihrer Kollektion hinzugefügt, wofür Painter neun von zehn Punkten vergab.